# Александар Солунски
Свети новомученик Александар Солунски је хришћански светитељ. Рођен је у Солуну за време велике тираније турске над овим градом. Као младић се потурчио. У почетку га савест није гризла за такав поступак, и он је дошао на Ћабу с осталим мухамеданским хаџијама, и постао дервиш. Али као дервиш у Солуну он се почео кајати. Притом кајању дошао је на мисао, да он ничим не може спрати са себе страшни грех христоодступништва до само својом крвљу. Када се покајао и решио на мучеништво за Христа, он се објави пред Турцима као хришћанин. Турци су га бацили у тамницу, и потом ставили на друге муке. Али Александар је само викао: "Као хришћанин сам рођен, као хришћанин хоћу да умрем". Најзад су га Турци осудили на смрт, чему се покајани Александар веома обрадовао. Посечен је у Смирни 1794. године.
Српска православна црква слави га 26. маја по црквеном, а 8. јуна по грегоријанском календару.